# سسنا ۱۷۵ اسکای‌لارک
سسنا ۱۷۵ اسکای‌لارک (به انگلیسی: Cessna 175 Skylark) یک هواگرد ساختِ کارخانهٔ سسنا در کشور ایالات متحده آمریکا است که در سال ۱۹۵۸-۱۹۶۲ ساخته شد.